# Helena Carolina da Baviera
Helena Carolina Teresa (em alemão:  Helene Caroline Therese; Munique, 4 de abril de 1834 — Ratisbona, 16 de maio de 1890), apelidada de Néné, foi uma Duquesa da Baviera, filha de Maximiliano José, Duque na Baviera e de sua esposa, a princesa Luísa Guilhermina da Baviera. Após quase nove anos de casamento, com Maximiliano Antônio, Príncipe Herdeiro de Thurn e Taxis, ele morreu devido a uma doença renal crônica, deixando o trono de Thrun e Taxis nas mãos de Helena até que seu filho atingisse a maioridade.
Sua tia, a arquiduquesa Sofia, viu Helena como uma boa candidata para casar-se com seu filho, o futuro imperador austríaco Francisco José, e em 1853, Helena, sua mãe e sua irmã mais nova Isabel o visitaram em Bad Ischl. Já se presumia que Francisco José se casaria com Helena, e quando ele decidiu se casar com sua irmã mais nova Isabel, Helena ficou perturbada.

## Família
Helena era a filha mais velha do Duque Maximiliano José da Baviera e de sua prima, a Princesa Luísa Guilhermina da Baviera, nasceu em Munique, em 4 de abril de 1834. Seus avós paternos foram o Duque Pio Augusto da Baviera e a Princesa Amélia Luísa de Arenberg; enquanto seus avós maternos foram o Rei Maximiliano I José da Baviera e sua segunda esposa, a Princesa Carolina de Baden. Entre seus irmãos encontram-se a Imperatriz Isabel "Sissi" da Áustria, a Rainha Maria Sofia das Duas Sicílias e Sofia Carlota, duquesa d'Alençon.

## Casamento

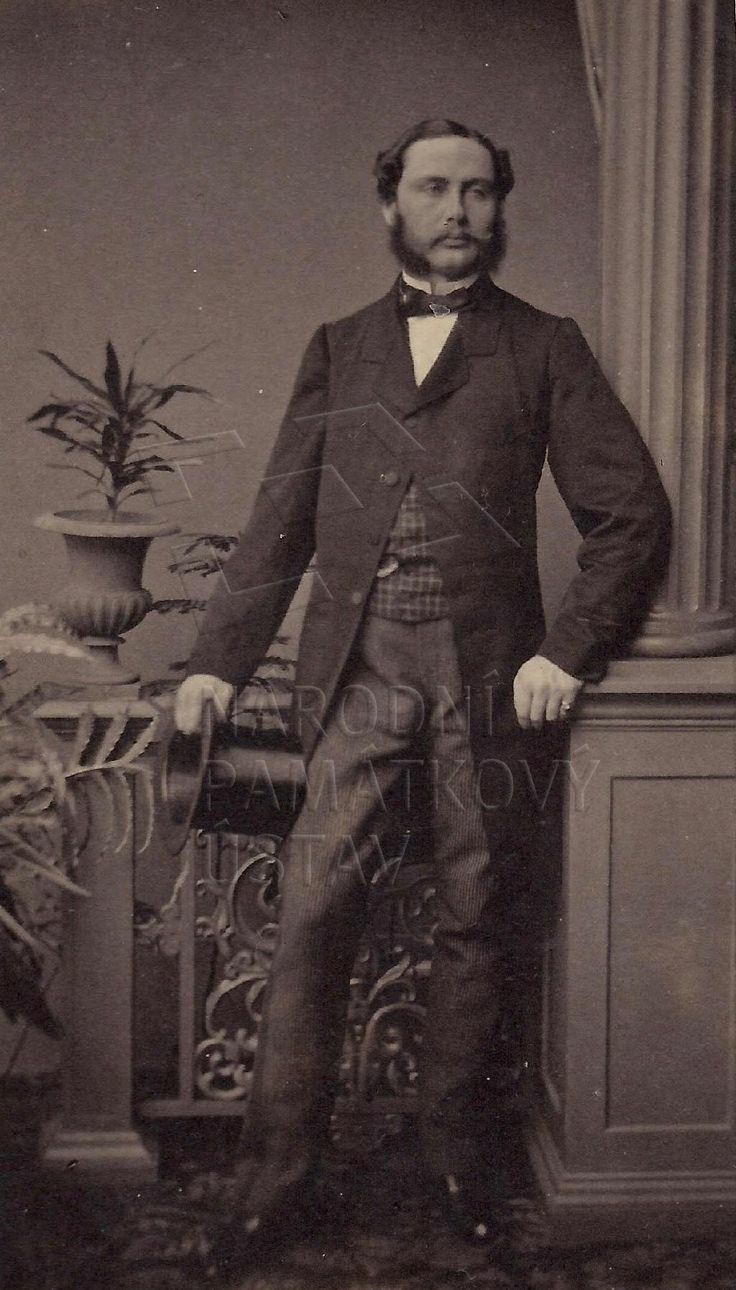
Maximiliano de Thurn e Taxis, marido de Helena.

Em 1853, viajou com sua mãe e sua irmã mais nova Isabel ao balneário de Bad Ischl, na Alta Áustria. A viagem, um convite da Arquiduquesa Sofia da Baviera, irmã da Princesa Luísa e mãe do Imperador Francisco José I da Áustria, tinha um objetivo de iniciar conversações para o noivado entre Helena e seu primo. Porém ao conhecer as irmãs, Francisco José encantou-se por "Sissi", com quem casou-se em 24 de abril de 1854. Helena era extremamente religiosa, qualidade que se encaixaria perfeitamente à corte dos Habsburgo. Um outro hábito seu, entretanto, não seria bem aceito em Viena, ou seja, a duquesa não era pontual e perdia trens e compromissos com frequência.
Após o noivado fracassado, Helena ficou deprimida e sua mãe chegou a temer que ela se recolhesse a um convento. O tempo passou e não se encontrou nenhum pretendente para a duquesa. Aos 22 anos ela já era considerada uma "solteirona", mas a princesa Luísa resolveu apresentar-lhe ao rico Maximiliano Antonio Lamoral, príncipe hereditário de Thurn e Taxis. Seu pai, então, convidou a família ao Castelo de Possenhofen para uma caçada, ocasião em que o príncipe Maximiliano foi formalmente apresentado à Helena.

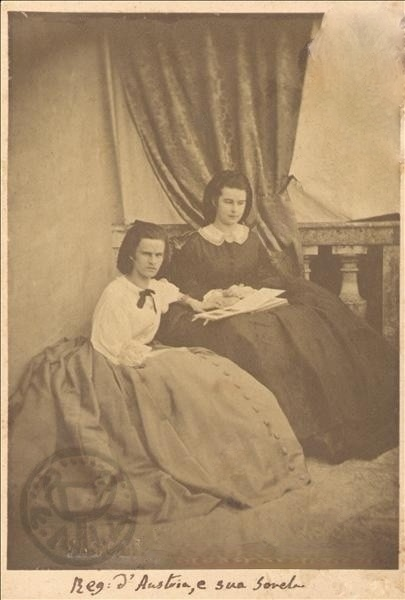
Helena (à esquerda) com "Sissi", sua irmã mais nova, em 1853.

Enquanto o príncipe esteve de férias em Possenhofen, informou seus pais sobre os planos de casamento, e eles imediatamente concordaram. Entretanto, apesar da família Thurn e Taxis estar entre as mais ricas da Europa, seus membros não pertenciam à realeza, o que constituía um impedimento ao casamento de Maximiliano com uma princesa de sangue real pertencente à Casa de Wittelsbach, o que levou o rei Maximiliano II da Baviera a inicialmente discordar da união. A proibição real só foi revertida graças à intervenção da imperatriz Isabel da Áustria em favor da irmã. A cerimônia de casamento foi realizada em 24 de agosto de 1858, no Castelo de Possenhofen. Para marcar a ocasião, os sogros deram à noiva um colar avaliado em 160.000 florins. Ironicamente, apesar das objeções iniciais, Helena teria sido a única a protagonizar uma união feliz entre as cinco irmãs Wittelsbach.
Sua filha Luísa nasceu em 1859, seguida por uma segunda filha, Isabel de Thurn e Taxis, em 1860. Logo após o nascimento desta, Helena viajou para Corfu para visitar sua irmã "Sissi", que estava muito doente. Quando retornou, ela passou por Viena, onde relatou a Francisco José I sobre o mau estado de sua esposa.
O desejado filho varão, Maximiliano Maria, naseceu em 1862 e, em 1867, nasceria seu último filho, Alberto.

## Viuvez e últimos anos

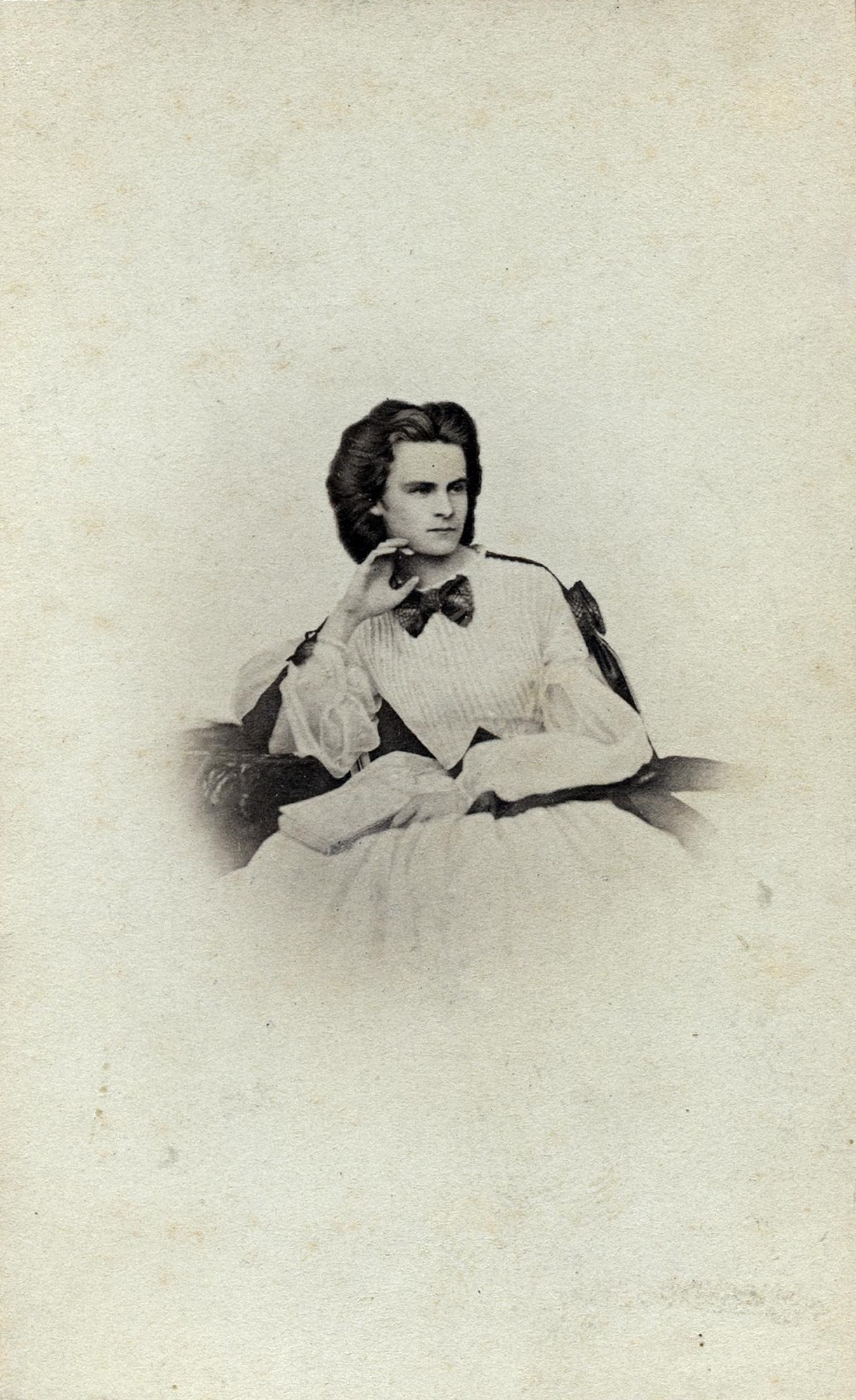
Helena.

Apesar da convivência feliz, o casal era constantemente abalado pelo estado de saúde do príncipe Maximiliano, que sofria de insuficiência renal crônica. Nem um severo tratamento em Karlsbad, nem os melhores médicos puderam salvá-lo e ele morreu em 1867, com apenas 36 anos de idade.
Com a viuvez, Helena passou a dedicar-se às obras de caridade. Seus filhos receberam a tutela de seu cunhado, o Imperador da Áustria e seu sogro, vendo nela uma auxiliar e sucessora, passou a familiarizá-la com os negócios da Casa de Thurn e Taxis. Desta forma, ela tornou-se chefe da família até que seu filho mais velho atingisse a maioridade.
Em 1877, Isabel, sua filha mais nova, casou-se com o Príncipe Miguel II de Bragança, pretendente miguelista ao trono de Portugal. Sua saúde deteriorou-se após o nascimento de seu primeiro filho, e Isabel morreu em 1881.
Em 1879, sua filha mais velha, Luísa, casou-se com o jovem príncipe Frederick of Hohenzollern-Sigmaringen. O casal não teve filhos.
Em 1883, seu filho Maximiliano assumiu a liderança dos negócios da família, mas o jovem adoeceu. Seu coração estava enfraquecido devido à escarlatina contraída na infância e ele sofria de espasmos cardíacos graves. Em 1885, ele morreu de embolia pulmonar. Helena, então, tornou-se chefe da família novamente até 1888, quando seu filho Alberto atingiu a maioridade. Neste ano, Helena aposentou-se e passou a se dedicar à devoção religiosa.
Helena adoeceu gravemente, com câncer de estômago, em 1890, e sua irmã Isabel correu para o seu lado. A imperatriz austríaca foi a última pessoa a falar com Helena, conforme registrado pela Arquiduquesa Maria Valéria da Áustria - filha de "Sissi" em seu diário: :"(Tia "Néné")... ficou feliz em ver minha mãe e disse-lhe: "Old Sisi". Ela e a mamãe quase sempre falavam inglês quando estavam juntas: :"We two have had hard puffs in our lives," disse-lhe mamãe. "Yes, but we had hearts," respondeu tia "Néné".
Helena morreu em Ratisbona, em 16 de maio de 1890, sendo seu corpo sepultado na Reichsabtei Sankt Emmeram, a  "Imperial Abadia de Sankt Emmeram".

## Títulos, estilos e honras
- 4 de abril de 1834 – 24 de agosto de 1858: Sua Alteza Real, a Duquesa Helena na Baviera
- 24 de agosto de 1858 – 26 de junho de 1867: Sua Alteza Real, a Princesa Heredeira de Thurn e Taxis
- 26 de junho de 1867 – 16 de maio de 1890: Sua Alteza Real, a Princesa Herdeira Viúva de Thurn e Taxis

### Honras
- Espanha: 815.° Dama Nobre da Ordem da Rainha Maria Luísa - .

## Nota
- Este artigo foi inicialmente traduzido, total ou parcialmente, do artigo da Wikipédia em inglês cujo título é «Duchess Helene in Bavaria», especificamente desta versão.